# Radzewo (powiat szczecinecki)
Radzewo – osada w Polsce położona w województwie zachodniopomorskim, w powiecie szczecineckim, w gminie Biały Bór. Miejscowość wchodzi w skład sołectwa Dyminek.
W latach 1975–1998 wieś należała do woj. koszalińskiego. Dawna nazwa wsi to Dębie.
Przez miejscowość przepływa Biała, niewielka rzeka dorzecza Warty.
Zobacz też: Radzewo